# Кламп
Кламп (нем. Klamp) — община в Германии, в земле Шлезвиг-Гольштейн. 
Входит в состав района Плён. Подчиняется управлению Лютенбург-Ланд.  

## География
Кламп расположен примерно в 1 км к западу от Лютенбурга.

## Состав
В состав муниципалитета входят районы Фогельсдорф, Эллерт, Венторф, Роденкрог, Шарлоттенталь, Рёнфельдхольц, Кламп, Винтерфельд, Эц, Тескамп и Вайде. 

## Население
Население составляет 774 человека (на 31 декабря 2010 года). Занимает площадь 9,72 км².

## Транспорт
Через Кламп проходит федеральная автодорога 202. В районе муниципалитета также проходит федеральная трасса 430. 
С 1910 по 1938 год Кламп был железнодорожной станцией Кляйнбан Кирхбаркау – Прец – Лютенбург. 